# Lastaurus fallax
Lastaurus fallax là một loài ruồi trong họ Asilidae. Lastaurus fallax được Macquart miêu tả năm 1846.